# Antioqueño

La bandera de Antioquia, símbolo del departamento y que representa a sus habitantes.

Antioqueño, ña (pl.: antioqueños, ñas) es el gentilicio para de las personas naturales del departamento de Antioquia, Colombia.

## El antioqueño paisa
El grupo humano mayoritario del departamento de Antioquia es el grupo paisa, el cual se sitúa en la región colombiana conformada, por la región montañosa y parte del Urabá Antioqueño (municipios como Apartadó, Chigorodó y Mutatá), por los otros departamentos del llamado eje cafetero, y también por las zonas del norte del departamento del Valle del Cauca y el noroeste del departamento del Tolima. La capital de Antioquia, Medellín, está ubicada dentro del territorio paisa del departamento.
Como la génesis principal de la cultura paisa se da en el territorio del departamento de Antioquia, para muchos las voces paisa y antioqueño suelen ser consideradas sinónimos. Lo cierto es que la paisa, si bien mayoritaria en un 80%, es una subcultura del departamento y convive con otras subculturas minoritarias.

## Los antioqueños no paisas
No todos los antioqueños son paisas. En el departamento de Antioquia viven otros grupos humanos, habitantes naturales del departamento y no menos importantes en su historia y desarrollo:
- El urabeño: habita en algunos territorios que el departamento posee en la región del Urabá colombiano; estos territorios se denominan en su conjunto como el Urabá antioqueño. Un municipio urabeño representativo de esta zona es Turbo.
- El chocoano: el departamento de Antioquia tiene límites con el área de influencia del río Atrato, y allí se extiende la cultura afrocolombiana que conocemos como el chocoano. El municipio que ilustra el chocoano antioqueño es Vigía del Fuerte.
- El indígena emberá-catío: los directos descendientes de los primeros pobladores del hoy Antioquia viven actualmente en los resguardos del Chocó y en el Urabá.
- Los inmigrantes: por último, los descendientes de inmigrantes dentro del departamento de Antioquia, también portan el gentilicio antioqueño.

Otros grupos de antioqueños asentados especialmente en la capital desde finales del siglo XIX son: italianos, alemanes, judíos, árabes, ecuatorianos, chinos, argentinos y, de suyo, colombianos de otras regiones del país.

## Divisiones del territorio de Antioquia
Actualmente el territorio antioqueño comprende las siguientes subdivisiones: 
- Sureste antioqueño, que forma parte del eje cafetero
- Suroeste antioqueño;
- Oriente antioqueño;
- Nordeste antioqueño;
- Norte antioqueño;
- Occidente antioqueño;
- Bajo Cauca antioqueño;
- Magdalena Medio antioqueño;
- Urabá antioqueño;
- Valle de Aburrá.